# Кандрева, Антонио
Анто́нио Кандре́ва (итал. Antonio Candreva; 28 февраля 1987, Рим) — итальянский футболист, бывший футболист сборной Италии.

## Клуб
Антонио начал свою карьеру в клубе «Лодиджиани», после чего перешёл в клуб Серии С1 «Тернана». За клуб он провёл всего лишь 2 матча, но уже тогда перспективным игроком заинтересовались ведущие клубы Италии.
Летом 2007 года Кандрева перешёл в «Удинезе». Он играл за молодёжную команду и провёл 3 матча за основную. Перед сезоном 2008/09 был отдан в аренду «Ливорно». Первый сезон за клуб из Тосканы выдался удачным, Антонио регулярно играл, а сам клуб вышел в Серию A. Благодаря хорошей игре Кандревы, клуб решил продлить арендный контракт игрока ещё на один год.
20 января 2010 года было объявлено, что «Ювентус» взял игрока в аренду на 6 месяцев с возможностью выкупа контракта игрока за 6,5 млн. евро. «Ливорно» получил компенсацию в 600 тыс. евро. 24 января 2010 года Кандрева дебютировал в составе «Ювентуса» в матче с «Ромой», дебют вышел для хавбека неудачным: его клуб проиграл 1:2.
30 августа 2010 года перешёл в «Парму» на правах годичной аренды с правом выкупа.
21 июля 2011 года было объявлено о переходе Кандревы в «Чезену» на правах аренды с правом выкупа.
3 августа 2016 года Кандрева подписал контракт с миланским «Интером» за 20 миллионов евро.
20 марта 2025 завершил карьеру в итальянском клубе "Салернитана"

## Сборная
14 ноября 2009 года Кандрева дебютировал в составе сборной Италии в товарищеском матче против Нидерландов.

## Достижения
Лацио
- Обладатель Кубка Италии: 2012/13

Сборная Италии
- Победитель Тулонского Турнира: 2008